# Енин, Назар Сергеевич
Назар Сергеевич Енин (2001, Ставрополь, Россия — 2024, Новодонецкое, Донецкая область) — российский военнослужащий, лейтенант. Герой Российской Федерации (посмертно, 2025).

## Биография
Родился в 2001 году в Ставрополе, там же вырос.
Окончил Московское высшее военное командное училище, после которого принял участие в вооружённом вторжении России на Украину. Служил в 37-й отдельной гвардейской мотострелковой бригаде, расположенной в городе Кяхта Республики Бурятия.
Погиб в 2024 году в районе Новодонецкого Донецкой области.

## Звания и награды
- Герой Российской Федерации (посмертно, 2025). Награда «Золотая Звезда» была передана 6 мая 2025 года его близким, родителям из рук губернатора Ставрополья В. В. Владимирова и врио командующего войсками Южного военного округа генерал-лейтенантом В. А. Кочетковым.

## Память
- В 2025 году в Ставрополе отделению «Юнармии» присвоили имя Героя России Назара Енина[8].